# William Lloyd
Pour les articles homonymes, voir Lloyd.
William Lloyd, souvent appelé Bill Lloyd, est un musicien anglais. Il est membre non officiel du groupe Placebo depuis 1998.

## Biographie
William Lloyd naît le 13 mars 1971 en Angleterre. C'est avec le groupe Tram qu'il fait ses débuts dans le monde de la musique.
Il est engagé par le groupe Placebo en tant que technicien de guitare. Très vite, il devient l'homme à tout faire, s'occupant des instruments, des tournées et devient ingénieur du son. Mais en 1998 Placebo sort l'album Without You I'm Nothing et il s'avère que sur scène Stefan Olsdal devra délaisser sa basse pour une guitare sur certains titres. C'est alors que Brian Molko voit en William Lloyd le soutien idéal.
Dès lors, William participera à toutes les prestations scéniques de placebo, souvent caché derrière les amplificateurs. C'est sur l'album Black Market Music qu'il participe pour la première fois à la confection, enregistrant la ligne de basse du titre Peeping Tom. Il est également à l'origine de certaines versions instrumentales des titres du groupe. Pour toutes ces raisons, il est considéré comme bien plus qu'un simple musicien additionnel.